# طراز نابليون الثالث

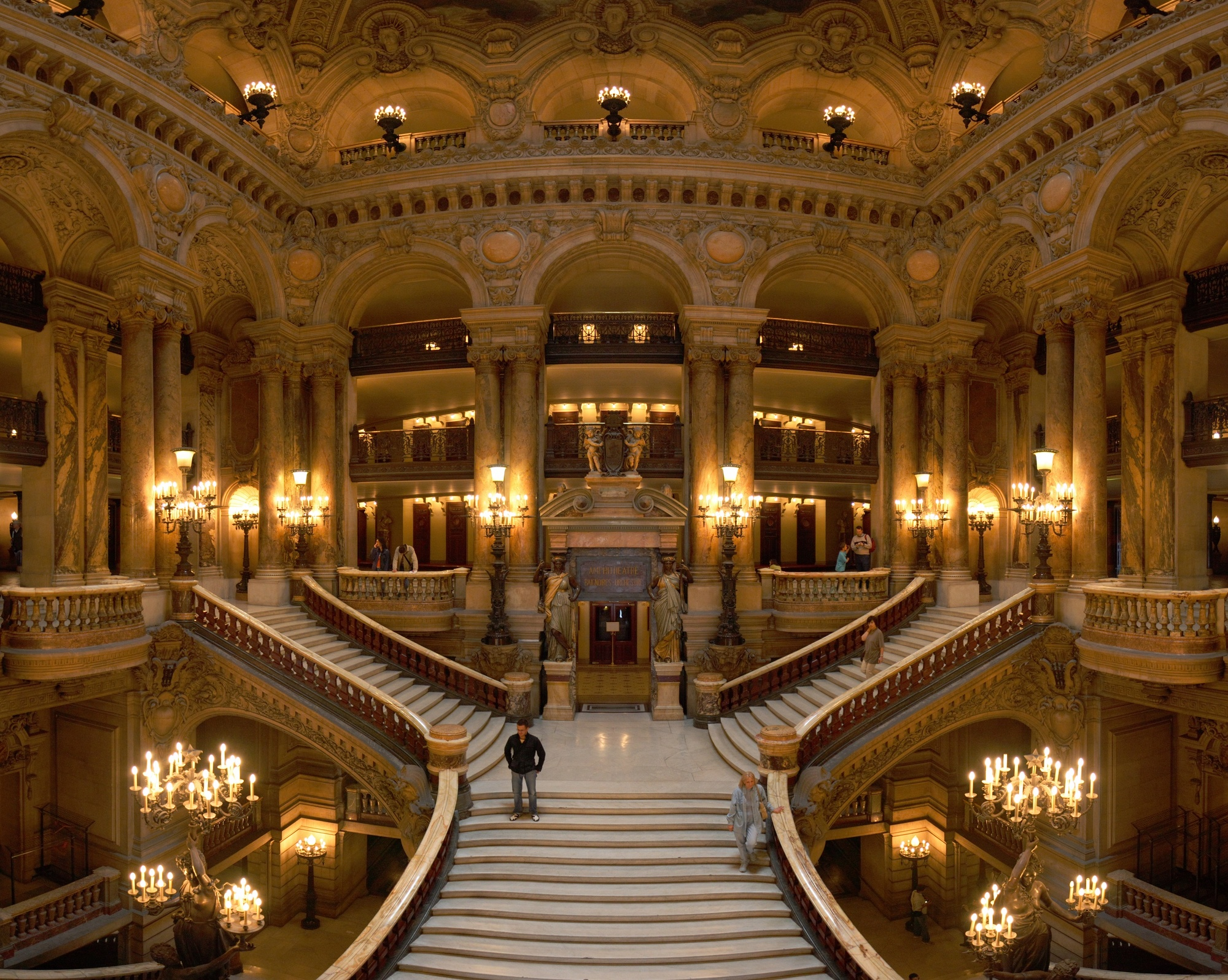
الدرج الكبير في قصر غارنييه، باريس.

طراز نابليون الثالث (بالفرنسية: Style Napoléon III) هو اسم شائع في القرن التاسع عشر أُطلق على طراز إحياء عصر النهضة في  فرنسا، وخصوصًا في باريس. وهو طراز معماري فرعي من طراز الإمبراطورية الثانية، وهو مصطلح يستخدم أيضًا في أماكن أخرى من العالم لهذا النمط. ازدهر هذا الطراز خلال فترة الإمبراطورية الفرنسية الثانية تحت رعاية نابليون الثالث.

## أمثلة

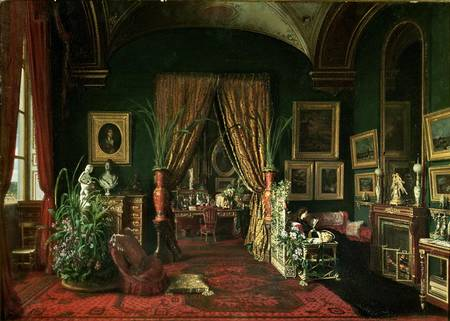
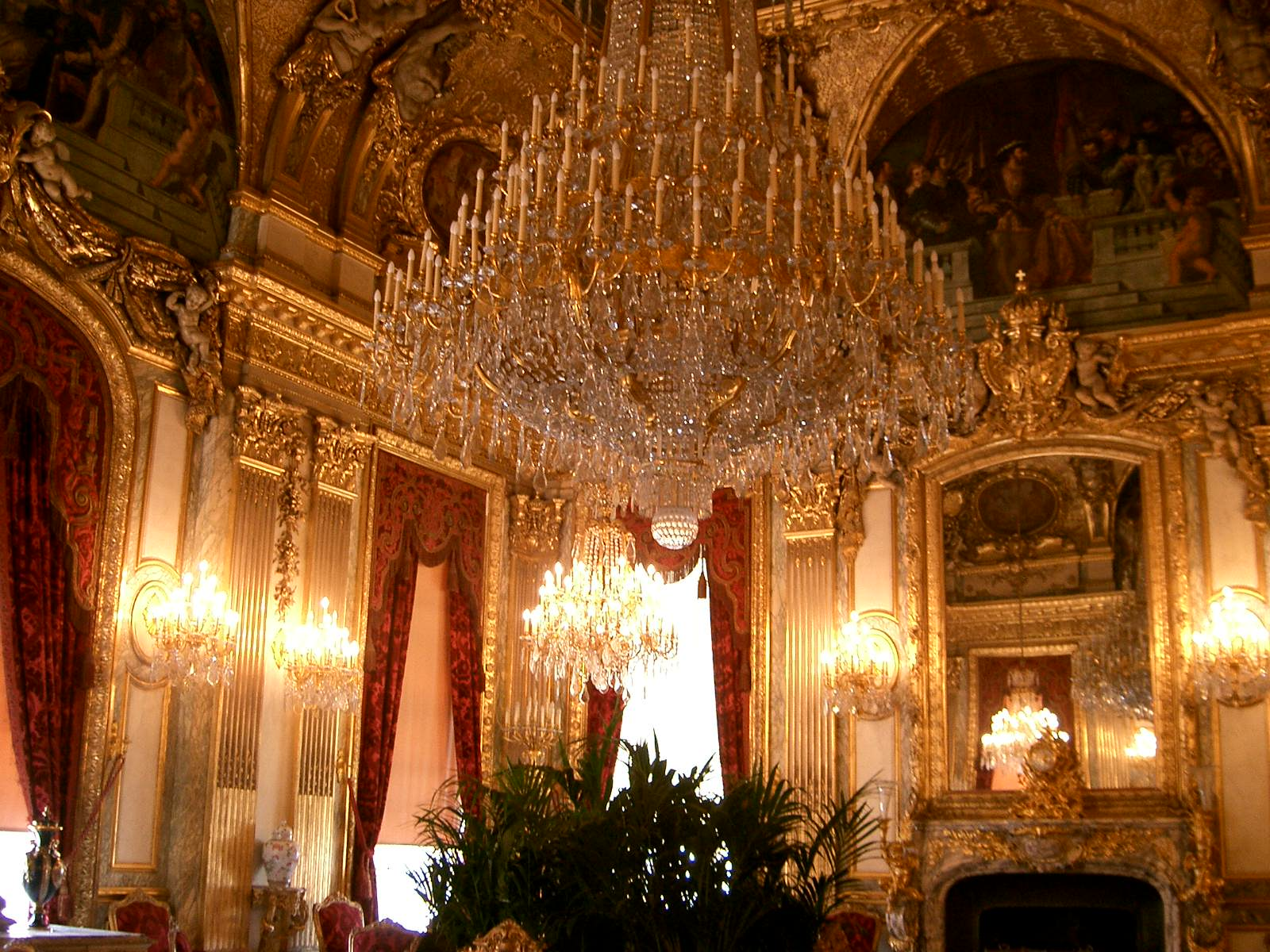
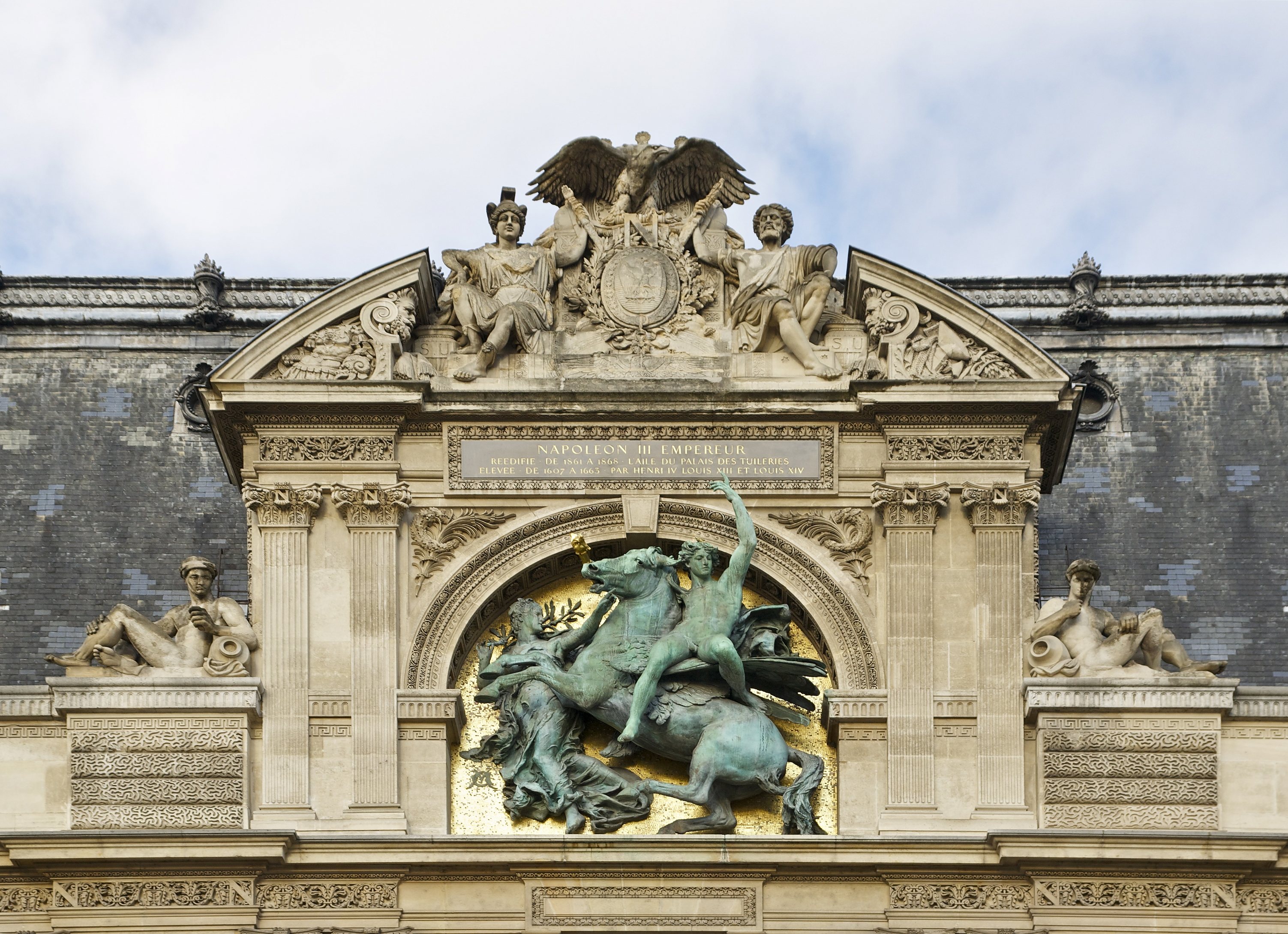

## وصلات خارجية
- أثاث على طراز نابليون الثالث